# Calabritto

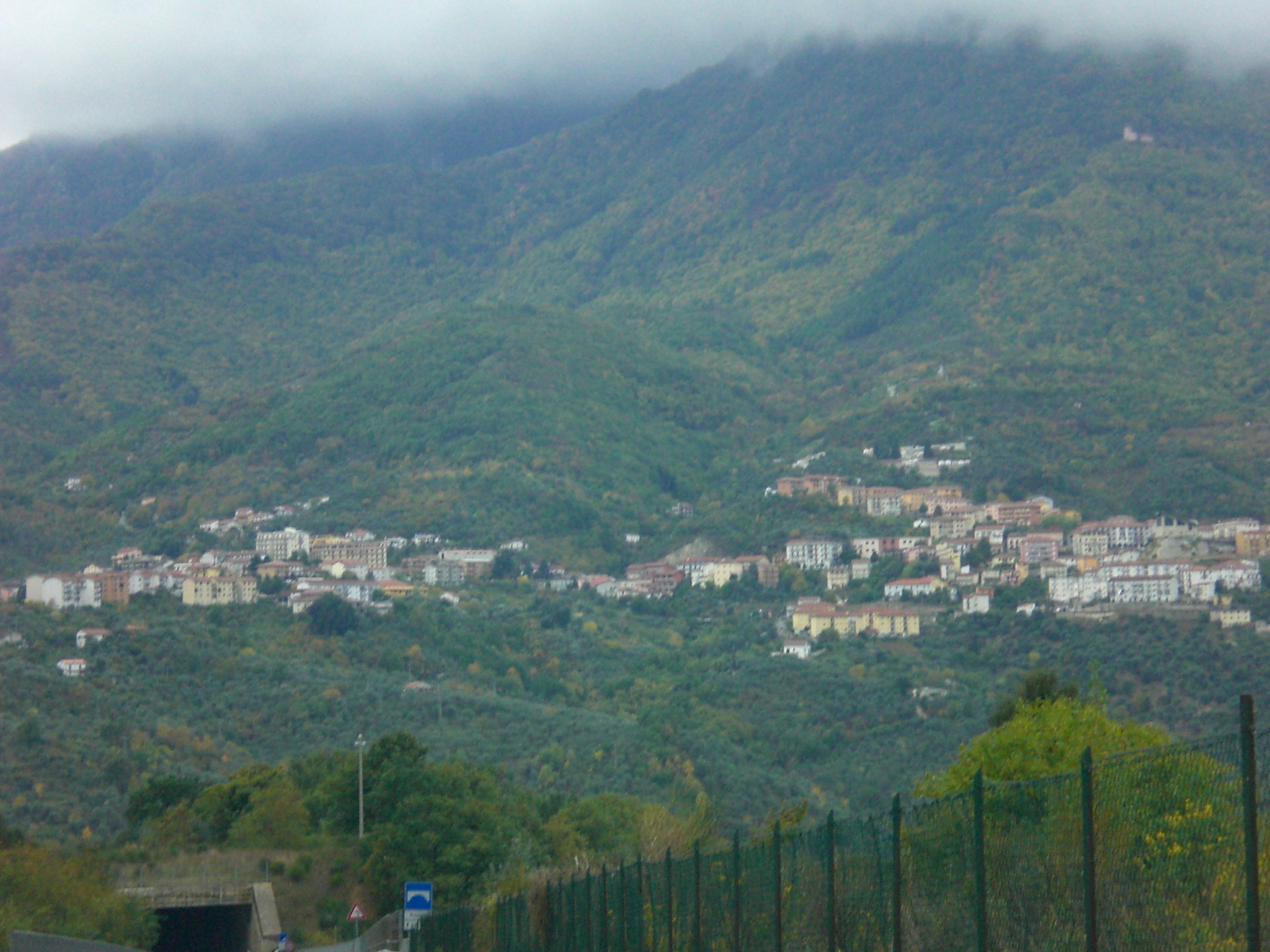
Calabritto

Calabritto is een gemeente in de Italiaanse provincie Avellino (regio Campanië) en telt 2758 inwoners (31-12-2004). De oppervlakte bedraagt 51,8 km², de bevolkingsdichtheid is 56 inwoners per km².

## Geografie
Calabritto grenst aan de volgende gemeenten: Acerno (SA), Bagnoli Irpino, Caposele, Lioni, Senerchia, Valva (SA).
De volgende frazioni maken deel uit van de gemeente: Quaglietta.

## Demografie
Calabritto telt ongeveer 1147 huishoudens. Het aantal inwoners daalde in de periode 1991-2001 met 7,9% volgens cijfers uit de tienjaarlijkse volkstellingen van ISTAT.
| Jaar | Inwoneraantal |
| ---- | ------------- |
| 1991 | 3114          |
| 2001 | 2869          |